# Rádio-halo

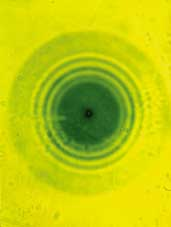
Rádio-halos

Rádio-halos são descolorações microscópicas, de formato esférico, frequentes em cristais. São abundantemente encontrados em certas rochas terrestres, especialmente na mica presente nos granitos. Em corte transversal, aparecem ao microscópio como uma série de minúsculos anéis concêntricos, geralmente contornando um núcleo central. Rádio-halos primários de polônio-218 exigem atenção porque fornecem um registro da radioatividade extinta em minerais constituintes das mais antigas rochas da Terra. Este fenômeno ficou mundialmente conhecido após as descobertas de Robert Gentry e suas respectivas publicações nas revistas Nature e Science. 
Esse núcleo central é (pelo menos inicialmente) radioativo. Partículas alfa, com alta energia, emitidas do núcleo durante o decaimento radioativo, danificam o mineral, descolorindo-o, com muitos dos danos ocorrendo onde as partículas pararam seu movimento. A distância que viajam depende da energia que carregam. Visto que todas as partículas alfa, em um tipo particular de reação de decaimento, têm a mesma energia, sendo disparadas em todas as direções, forma-se uma concha esférica de descoloração, parecendo circular em corte transversal. É como um projétil disparado em uma imensa placa de cortiça, de grande massa. Em certo momento, a bala vai parar, deixando atrás de si um "rastro" de danos, com o comprimento variando em função da velocidade da bala. Diversas substâncias radioativas disparam partículas alfa ("balas") a diferentes (porém específicas) velocidades; por isso podemos identificar a substância a partir do diâmetro da "esfera de danos". Quanto maior a energia do decaimento, maior a velocidade da "bala". Obviamente não é uma analogia perfeita, apesar de muito útil – a bala na cortiça deixa danos equivalentes por todo o seu trajeto, diferentemente das partículas alfa, que não causam dano no final, como declarado.